# Igor Konashenkov
Igor Yevgenyevich Konashenkov (em russo:  Игорь Евгеньевич Конашенков; nascido em 15 de maio de 1966) é um tenente-general russo que serve como porta-voz do Ministério de Defesa da Federação Russa.

## Início de vida
Igor Konashenkov nasceu em 15 de maio de 1966 em Quixinau, República Socialista Soviética da Moldávia, União Soviética.

## Carreira
Konashenkov formou-se com distinção no departamento de engenharia da Escola Militar Superior de Radioeletrônica de Defesa Aérea de Jitomir em 1988. Em 1998, formou-se na Academia Militar de Defesa Aérea. Em 2006, formou-se nos cursos superiores da Academia Militar do Estado-Maior das Forças Armadas da Rússia.
Ele serviu nas Forças de Defesa Aérea Soviética e nas Forças de Defesa Aeroespacial da Rússia, na diretoria do comando principal das Forças de Defesa Aérea Territorial.

## Porta-voz militar
A partir de 1998, Konashenkov foi oficial sênior, chefe de grupo e vice-chefe do Departamento de Cooperação com a Mídia Russa e Estrangeira do Serviço de Imprensa do Ministério da Defesa da Federação Russa.

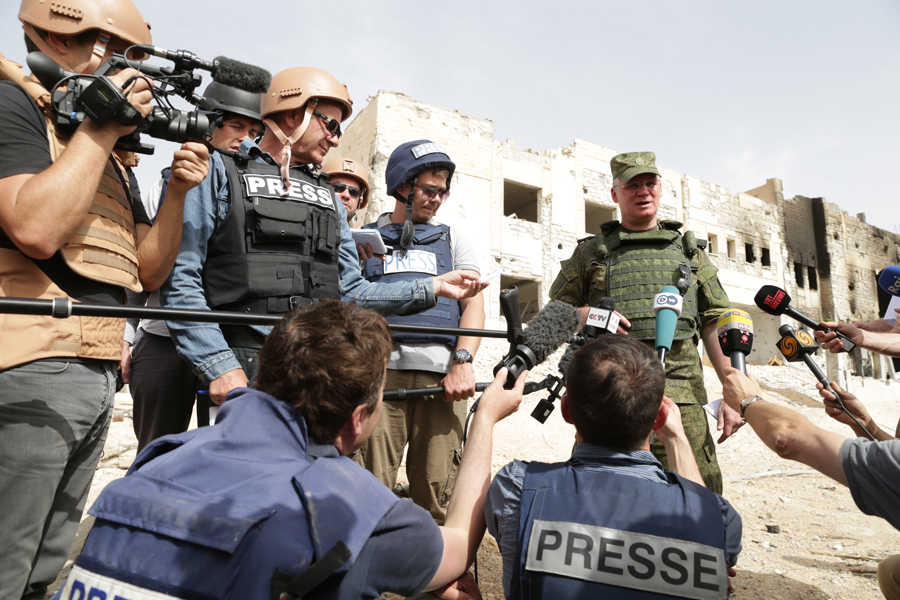
Igor Konashenkov com jornalistas em El-Karjatein, Síria, 2016

Em 2003, tornou-se chefe do serviço de imprensa e comandante assistente do Distrito Militar do Norte do Cáucaso para assuntos públicos e de mídia. Em 2005, tornou-se chefe do serviço de imprensa do exército e comandante-chefe adjunto do exército para assuntos públicos e de mídia.
Em 2009, foi nomeado vice-chefe do Departamento de Assuntos de Mídia e Informação do Ministério da Defesa da Federação Russa. Em agosto de 2011, tornou-se chefe do Departamento de Assuntos de Mídia e Informação do Ministério da Defesa da Federação Russa. Ele é o principal porta-voz militar da Rússia.
Ele chefiou unidades de apoio informativo das forças armadas russas no norte do Cáucaso e a Força Coletiva de Manutenção da Paz na zona de conflito Geórgia-Abecásia.
Durante a invasão russa da Ucrânia em 2022, Konashenkov alegou falsamente que as forças dos Estados Unidos planejaram infectar pássaros na Ucrânia com uma forma transmissível da cepa da gripe H5N1 "com uma taxa de mortalidade de 50 porcento", bem como a doença de Newcastle. Ele foi promovido ao posto de tenente-general.

## Sanções
Em abril de 2022, Konashenkov foi adicionado à lista de sanções da União Europeia "em resposta à agressão militar russa injustificada e não provocada em curso contra a Ucrânia e outras ações que minam ou ameaçam a integridade territorial, soberania e independência ucraniana".

## Honras
Konashenkov recebeu a Ordem da Coragem, Ordem do Mérito Militar, Ordem da Amizade e outras 14 medalhas.
Konashenkov é membro do politburo do Sindicato dos Jornalistas de Moscou, que lhe concedeu um diploma por serviços de abertura na imprensa em 2016.